# Xã Barry, Quận Schuylkill, Pennsylvania
Xã Barry (tiếng Anh: Barry Township) là một xã thuộc quận Schuylkill, tiểu bang Pennsylvania, Hoa Kỳ. Năm 2010, dân số của xã này là 932 người.